# 豊川市立中部小学校
豊川市立中部小学校（とよかわしりつ ちゅうぶしょうがっこう）は、愛知県豊川市中部町一丁目にある公立小学校。

## 概要
豊川市の中心市街地である諏訪地区の南側に位置し、市内で最大規模のマンモス校である。児童数は763人、クラス数は25（2013年度）。学校近くには佐奈川が流れている。

## 沿革
- 1947年4月1日 - 牛久保小学校、八南小学校から分離独立し創立
- 1975年3月24日 - 代田小学校を分離
- 1976年3月24日 - 金屋小学校を分離

## 交通アクセス
- 電車
  - 名鉄豊川線 諏訪町駅下車徒歩3分